# Déserts d'Atacama et de Sechura
Les déserts d'Atacama et de Sechura forment une région écologique identifiée par le Fonds mondial pour la nature (WWF) comme faisant partie de la liste « Global 200 », c'est-à-dire considérée comme exceptionnelle au niveau biologique et prioritaire en matière de conservation. Elle regroupe deux écorégions terrestres arides d'Amérique du Sud :
- le désert d'Atacama, au Chili ;
- le désert de Sechura, au Pérou.